# Viaduc de Colvé
Le viaduc de la Colvé a été construit par Louis Harel de la Noë pour les chemins de fer des Côtes-du-Nord. Ce viaduc en courbe était situé sur la commune de Plérin. Il était utilisé par la ligne Saint-Brieuc - Plouha.

## Caractéristiques
Ses caractéristiques principales sont : 
- Longueur totale : 88,60 m
- 10 arches